# 克卜勒37
克卜勒37（Kepler-37）是一顆位於天琴座的黃矮星，距離地球215.2光年。該恆星擁有三顆與母恆星距離相當近的系外行星克卜勒37b、c和d。 

## 恆星狀況
克卜勒37的質量是太陽的80.3%，半徑是太陽的77%。它的表面溫度是稍低於太陽的5,417 K，並且金屬量大約是太陽的一半。克卜勒37的年齡約60億年，是較太陽年老的主序星。自2013年2月起，克卜勒37是以星震學方式觀測的最小恆星。這個星震學觀測是由群眾集資的非營利組織「White Dwarf」進行。

## 行星系統
克卜勒37b是系統中最接近克卜勒37的。自2013年2月發現至今是已知最小的太陽系外行星。該行星的直徑3865公里，比月球稍大。克卜勒37b的軌道週期是13個地球日，與母恆星平均距離大約是0.1天文單位。克卜勒37b被認為表面由岩石組成，並且一般相信它因為體積太小，且距離母恆星太近，無法維持液態水和足夠濃厚的大氣層存在，估計表面溫度是700 K。
克卜勒37c的半徑大約是地球的四分之三，與母恆星平均距離0.14天文單位，軌道週期21個地球日。克卜勒37d的直徑大約是地球的2倍，軌道週期40個地球日，和母恆星距離接近0.21天文單位。克卜勒37的三顆行星都因為距離母恆星過近而無法讓液態水存在於表面。
| 成員 (依恆星距離) | 质量         | 半長軸 (AU) | 轨道周期 (天) | 離心率 | 傾角 | 半径     |
| ----------------- | ------------ | ----------- | ------------- | ------ | ---- | -------- |
| b                 | ≥ 0.00003 MJ | 0.1003      | 13.367308     | —      | —    | 0.303 R⊕ |
| c                 | —            | 0.1368      | 21.301886     | —      | —    | 0.742 R⊕ |
| d                 | —            | 0.2076      | 39.792187     | —      | —    | 1.99 R⊕  |
| KOI-245.04        | —            | 0.2508      | 51.196        | —      | —    | —        |

### 發現
克卜勒37的行星是於2012年9月由克卜勒太空望遠鏡以凌日法輔助觀測發現，並於2013年2月公布。在之前已使用電腦模擬排除了其他天文現象造成類似行星凌的可能性，並且每顆行星存在的誤差機率小於0.05%（3σ）。此外，模擬結果顯示先前提出的軌道模式是穩定的。這次偵測到的系外行星體積比先前偵測到的小得多，因此「Science World Report」網站稱這項發現是目前望遠鏡技術的重大進步。
克卜勒太空望遠鏡團隊的一位天文物理學家湯瑪士·巴克萊（Thomas Barclay）稱這項發現對於尋找適居系外行星為主要目標的該計畫是「非常好的消息」，因為這代表克卜勒太空望遠鏡能偵測到與地球體積相當的行星。然而，他並未預期能找到許多體積與克卜勒37b相若的行星，因為這樣的行星體積過小，使其光芒難以被偵測到。NASA 科學家傑克·喬納森·利斯奧爾則表示，克卜勒37b的發現代表有許多體積小的系外行星存在，並且更多的驚奇是可以期待的，未來將持續收集並分析更多資料。加州理工學院的天文學家約翰·詹森（John A. Johnson）則稱在數年前這樣的發現是「難以想像的」，克卜勒太空望遠鏡讓天文學家的宇宙有了革命性的變化。

## 延伸閱讀
- Barclay, Thomas; et. al. . Nature. 2013. ISSN 0028-0836. doi:10.1038/nature11914.  (Supplementary information（页面存档备份，存于）)

## 外部連結
- NASA, Kepler mission, Table of Confirmed Planets（页面存档备份，存于）